# Derolus arciferus
Derolus arciferus är en skalbaggsart som först beskrevs av Charles Joseph Gahan 1891.  Derolus arciferus ingår i släktet Derolus och familjen långhorningar.
Artens utbredningsområde är:
- Angola.
- Malawi.
- Moçambique.
- Niger.
- Senegal.
- Togo.

Inga underarter finns listade i Catalogue of Life.